# La famiglia Oppenheim
La famiglia Oppenheim (in russo Семья Оппенгейм?, Sem'ja Oppengejm) è un film sovietico del 1938 diretto da Grigorij L'vovič Rošal', tratto dal romanzo I fratelli Oppenheim di Lion Feuchtwanger.

## Trama
La tragica storia di una famiglia ebrea in Germania all'inizio degli anni trenta. Il professor Heinzius, insegnante di lettere al ginnasio "Regina Luisa", viene ucciso in una rissa da un nazista ubriaco. Gli subentra un professore nazista, Bernd Vogelsang, il quale disprezza gli ebrei e già nel primo giorno di lezione umilia il giovane Berthold Oppenheim e poi gli dà per compito lo studio della figura di Arminio. Nello stesso giorno, il padre di Berthold, Martin Oppenheim, rifiuta l'offerta di unire la sua prospera fabbrica di mobili con una piccola ditta rivale. Il miglior amico di Berthold, Richard, non era presente alla prima lezione del professor Vogelsang poiché suo padre doveva subito un'operazione complessa eseguita dall'eccezionale chirurgo Edgar Oppenheim, zio di Berthold. Nell'ospedale, Richard incontra Ruth Oppenheim, cugina di Berthold. La sera nella famiglia Oppenheim si festeggia il 17º compleanno di Berthold; nel corso della festa un ospite, il poeta Gutwetter, propone inaspettatamente un brindisi nazista che lascia perplessi tutti i presenti. Di notte, Berthold si fa accompagnare in automobile da Pachinko, l'autista di suo padre, al monumento ad Arminio, per iniziare lo studio di quel personaggio storico. Qui assiste ad atti violenti perpetrati da un gruppo di nazisti.
Arriva il giorno in cui Berthold deve tenere a scuola la relazione su Arminio. Il giovane sostiene che la cultura tedesca non discende da questo guerriero barbaro, ma da quella cultura alta di Heine, Goethe e Beethoven. Vogelsang è furioso e chiede a Berthold di ritrattare quanto ha detto e scusarsi pubblicamente; Berthold rifiuta. Dopo questo incidente, sebbene la maggior parte dei compagni di classe di Berthold abbiano approvato il suo comportamento, molti altri iniziano a offenderlo e intimidirlo, per cui Berthold pensa di abbandonare la scuola e lavorare in fabbrica. Iniziano a compiere atti intimidatori anche gli amici di Berthold. Uno degli studenti nazisti, Ritterstag, ferisce gravemente l'autista Pachinko. Il professor Vogelsang chiede al preside François di obbligare Berthold a una pubblica ritrattazione entro il prossimo 1º marzo nell'aula magna del ginnasio, pena l'espulsione di Oppenheim. Il dottor François è un uomo mite e gentile, stima Berthold e non sopporta Vogelsang, ma è costretto a chiamare il suo amato studente e chiedergli di scusarsi. Permette a Berthold di pensarci e rispondere per iscritto. Berthold chiede consiglio ai parenti. Sua cugina Ruth gli consiglia di lasciare la Germania, ma Berthold rifiuta risolutamente. A cena, Martin Oppenheim, che è stato costretto cedere la sua azienda a un tedesco per un centesimo, impone al figlio di scusarsi. Distrutto, Berthold scrive al dottor François che l'indomani si presenterà nell'aula magna della scuola; poi inghiotte una scatola di sonniferi sottratti a sua madre. L'indomani, nell'aula magna del ginnasio, il preside François informa della morte di Berthold gli studenti e gli insegnanti riuniti, accusa Vogelsang dell'omicidio e si dimette.
I genitori di Berthold emigrano in Francia. Il dottor Edgar Oppenheim viene arrestato. In carcere incontra Weller, un oppositore politico, il quale racconta al chirurgo le attività dei veri tedeschi. Weller viene giustiziato e Edgar, dopo il suo rilascio, emigra clandestinamente dalla Germania con Ruth. Richard li accompagna al confine. Ruth gli chiede se verrà da loro. Al che Richard risponde che sarà lei a ritornare da lui: "La Germania sarà nostra, Ruth!"